# ゲインズビル (フロリダ州)
ゲインズビル（英: Gainesville）は、アメリカ合衆国フロリダ州の都市。アラチュア郡の郡庁所在地である。人口は14万1085人（2020年）。全米で3番目に大きなフロリダ大学がある。またサンタフェ大学もある。
2007年版の都市評価順位で、ゲインズビル都市圏が最も住みやすい所になった。またテレビ番組配信の「ナショナル・グラフィック・アドベンチャー」の2007年評価でも「最も住みやすく遊べる都市」の一つに位置付けられた。

## 歴史

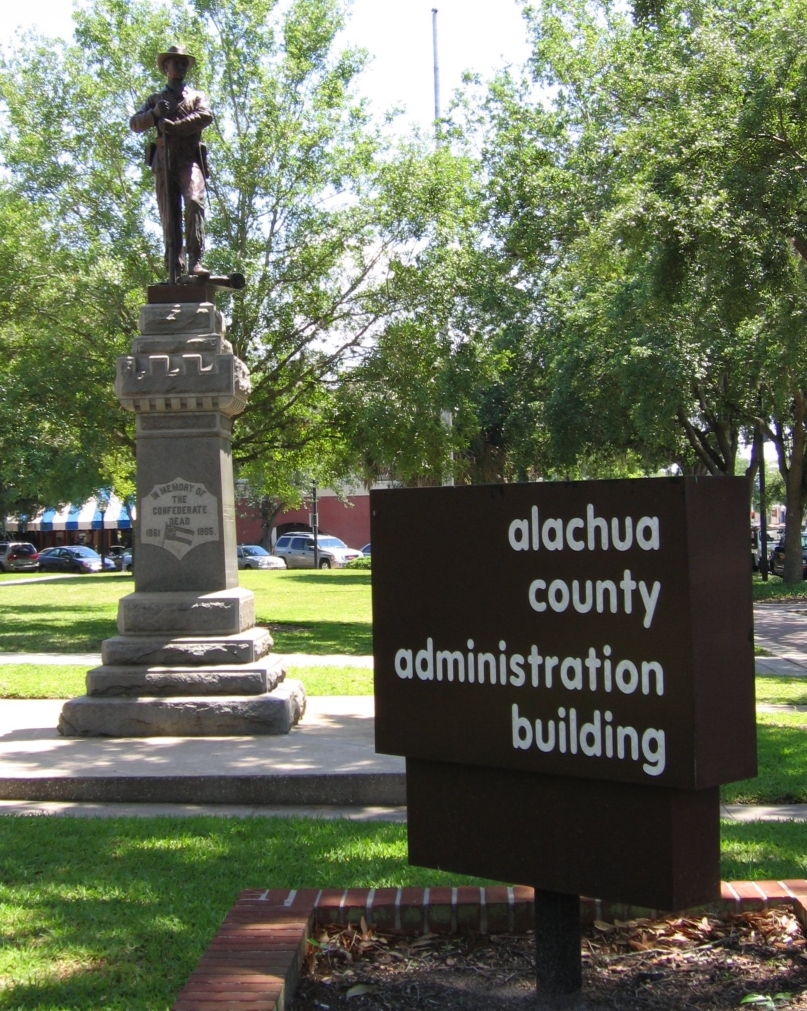
ゲインズビル中心街にある南軍の彫像

ゲインズビルの元々の住人はティムクワ族インディアンだった。スペイン人植民者がティムクワ族労働者を使って牛の牧場を始め、その最大の牧場はラ・チュアと呼ばれるようになった（スペイン語の定冠詞「ラ」と窪みを意味するティムクワ語「チュア」を組み合わせた）。この牧場はカロライナ植民地からの襲撃者とその同盟インディアンによって破壊されたが、大酋長アハヤ・ザ・カウキーパーの指導で1700年代にこの地域に定着したセミノール族アラチュア・バンドにその名前が引き継がれた。
ゲインズビルは、シーダー・キーからフェルナンディナビーチまで延びたフロリダ鉄道会社線の提案経路上にアラチュア郡の郡庁所在地を置くために設立された。鉄道の提案経路がそれまでの郡庁所在地ニューアンスビルを迂回することになっていたので、1853年に郡の住人が郡庁所在地を動かすことに決め、ゲインズビルの名前も選んだ。1854年には鉄道がブラックオーク・リッジを横切ると予想される場所が選定され、1856年に郡庁舎が建設された。町の名前は第二次セミノール戦争初期にフロリダのアメリカ陸軍指揮官だったエドマンド・P・ゲインズ将軍に因むものだった。この鉄道は1859年にフェルナンディナからゲインズビルまで完成し、郡庁舎の6ブロック南を通った。
南北戦争の時、ゲインズビルは小さな戦闘の舞台になった。1864年2月14日、約50名の北軍兵が町に入って2両の列車を捕獲しようとした時に小競り合いが起こった。第2フロリダ騎兵隊の一部がこの襲撃を撃退しようとしたが成功せず、逆に市街戦で敗北した。この襲撃隊はより大きなフロリダ侵略に関連するものだったが、6日後のオラスティの戦いで敗北した。その年の8月17日にはゲインズビルの戦いが起こった。町を占領していた300名の北軍兵がフロリダ騎兵隊に攻撃された。北軍は町から駆逐され、著しい損失を蒙った。
南北戦争が終わってからの数ヶ月間、第3アメリカ有色人連隊がゲインズビルに駐屯し、解放奴隷がそこに住み着くことを奨励した。ゲインズビルの黒人人口は、1860年で223人いた白人人口を上回った。1866年に解放奴隷管理局が解放された奴隷を教育するためにユニオン・アカデミーを設立した。1898年までにこの学校で500人の生徒が学習するようになり、1929年まで運営が続けられた。ゲインズビルは1869年に市制を布いた。幾つかの会派の巡回説教師が共有する教会堂が1859年に建てられたが、ゲインズビルにおける教会の正式な組織家は1860年代と1870年代のことだった。
南北戦争後、この町は大西洋やメキシコ湾の港に鉄道で直接繋がる主要な柑橘類生産の中心として繁栄した。しかしこの繁栄は1894年と1899年の大凍害で全産物を破壊したときに終わりとなり、柑橘類の生産は南のオーランド地域に移ってしまった。これに代わる産業としてリン鉱山、テレビン油およびキリ油の生産などが行われたが、そのどれも大した成功にはならなかった。
1905年、フロリダ州議会がフロリダ大学を創設したことで、ゲインズビルは大きな変化を経験した。レイクシティやバートウのような市はそこにあるカレッジが近いものだと見ていたが、それらの都市を破ってゲインズビルが選ばれた。ゲインズビル市には近代的市営水道、下水および電力供給システムを建設する先見性があり、これらの便益を無料で新しい大学に提供することができた。建設地は町の西約1マイル (1.6 km) とされた。1906年秋にバックマンホールで最初の授業が行われた。
20世紀の間、フロリダ大学は若者人口、文化的な機会および世界的な医療施設をもたらしてきた。スポーツドリンクのゲータレードはフロリダ大学のアメリカンフットボールチームをリフレッシュさせる手段としてゲインズビルで発明され、フロリダ大学は今でもゲータレードの利益の幾らかを受け取っている。しかし、ゲータレードの本部は現在、イリノイ州シカゴに移った。
2003年4月、アメリカ・ウェルネスカウンシルズから与えられる「ゴールド・ウェル・シティ」賞を与えられた唯一の都市となって、ゲインズビルはアメリカ合衆国で最も健康な地域社会として知られるようになった。市内ではゲインズビル健康フィットネスセンターを初め、シャンズ・ヘルスケアおよびゲインズビル地域商工会議所の支援もあり、21事業、市内労働力の60％が「ゴールド・ウェル・シティ」の活動に関わっている。2008年3月でもこの賞の基準に達した国内唯一の市のままである。

## 地理と気候
ゲインズビルは北緯29度35分55秒 西経82度20分10秒 / 北緯29.59861度 西経82.33611度 (29.665245, -82.336097)に位置する。テキサス州ヒューストンとほぼ同じ緯度である。
アメリカ合衆国国勢調査局による報告では、市域全面積は49.1平方マイル (127.2 km2)、このうち陸地が48.2平方マイル (124.8 km2) であり、水域は0.9平方マイル (2.4 km2)、水域率は1.87%である。
ゲインズビルの森林は密度も種類も豊富であり、広葉常緑樹、針葉樹および落葉樹がある。1982年以降、アーバーデイ財団によって「アメリカの樹木の都市」に認証され続けている。
ゲインズビル都市圏にあるアラチュア郡とギルクライスト郡で唯一人口10万人以上の都市であり、周辺は田園部で囲まれ、南端には広さ21,000エーカー (84 km2) のペインズ・プレーリー原野がある。中型の大きさと、内陸に位置する特徴があり、ジャクソンビルへは車で90分、オーランドへは2時間、ジョージア州アトランタやフロリダ州マイアミへも6時間である。市域内は国内3番目に大きなフロリダ大学の存在が支配的である。また歴史的にも口承的にも、現在ホグタウン・クリークと呼ばれるものの近くに位置する同じ名前のセミノール族集落に因んで「ホグタウン」とも呼ばれている。

### 気候
ゲインズビルの気候は湿潤性亜熱帯気候に定義されている。内陸にあるために、フロリダが経験する幅広い温度変化がある。夏季、おおまかに6月1日から9月30日は、州内の他所と同じであり、多雨湿潤である。気温は平均して夜間の70度F（21℃）台から昼間の90度F（32℃）前後まで変化する。しかし、10月初めから5月までは、フロリダ半島の他地区とは異なり、夜間に氷点まで下がったり、数年置きに長い凍結が起こったりしている。過去最低気温は1985年1月21日の10度F（-12℃）だった。また1989年のクリスマスイブにはかなりの降雪と氷雨を伴う暴風があった。冬季の平均最高気温は66度Fと69度Fの間（19ないし21℃）であり、平均最低気温は42度Fから45度F（6ないし7℃）である。平年では気温30度F（-1℃）以下になることがある。寒気は常に好天と高気圧を伴っているので、降雪は希である。
市内の植物相や動物相も州内海岸地域と異なっており、ハナミズキや楓、ヒッコリーおよびモミジバフウのような多くの落葉樹種、さらには椰子やライブ・オークなど常緑樹もある。11月下旬と12月には短期間の紅葉を楽しむことができる（ただし、北部の地域とは比べられない）。また2月下旬から4月初旬には注目に値する長い春を楽しめる。これは概して快適な期間であり、ツツジやハナズオウの彩り豊かな花が雲一つない空を引き立たせ、また降水が少なく、湿度も低い時期である。年間平均降水量は48.36インチ (1,228 mm) である。夏に19.51インチ (496 mm) と雨が多く、秋が最も少なくて9.04インチ (230 mm) となる。
| ゲインズビルの気候                   | ゲインズビルの気候 | ゲインズビルの気候 | ゲインズビルの気候 | ゲインズビルの気候 | ゲインズビルの気候 | ゲインズビルの気候 | ゲインズビルの気候 | ゲインズビルの気候 | ゲインズビルの気候 | ゲインズビルの気候 | ゲインズビルの気候 | ゲインズビルの気候 | ゲインズビルの気候 |
| 月                                   | 1月                | 2月                | 3月                | 4月                | 5月                | 6月                | 7月                | 8月                | 9月                | 10月               | 11月               | 12月               | 年                 |
| ------------------------------------ | ------------------ | ------------------ | ------------------ | ------------------ | ------------------ | ------------------ | ------------------ | ------------------ | ------------------ | ------------------ | ------------------ | ------------------ | ------------------ |
| 最高気温記録 °C （°F）               | 30 (86)            | 33 (91)            | 33 (91)            | 35 (95)            | 37 (99)            | 39 (103)           | 38 (101)           | 38 (100)           | 36 (97)            | 35 (95)            | 32 (89)            | 30 (86)            | 39 (103)           |
| 平均最高気温 °C （°F）               | 19 (67)            | 21 (69)            | 24 (75)            | 27 (80)            | 31 (87)            | 33 (91)            | 33 (91)            | 33 (91)            | 32 (89)            | 28 (82)            | 24 (75)            | 21 (69)            | 27.2 (80.5)        |
| 平均最低気温 °C （°F）               | 7 (44)             | 8 (46)             | 11 (51)            | 13 (56)            | 17 (63)            | 21 (70)            | 22 (72)            | 22 (71)            | 21 (69)            | 16 (61)            | 12 (53)            | 8 (46)             | 14.8 (58.5)        |
| 最低気温記録 °C （°F）               | −12 (10)           | −8 (18)            | −6 (22)            | −2 (29)            | 7 (44)             | 9 (48)             | 16 (61)            | 17 (62)            | 9 (49)             | 1 (34)             | −7 (20)            | −11 (12)           | −12 (10)           |
| 降水量 mm （inch）                   | 104.9 (4.13)       | 99.1 (3.90)        | 100.1 (3.94)       | 77 (3.03)          | 94 (3.70)          | 149.1 (5.87)       | 135.6 (5.34)       | 169.9 (6.69)       | 135.4 (5.33)       | 48 (1.89)          | 65.5 (2.58)        | 77.5 (3.05)        | 1,256.1 (49.45)    |
| 出典：The Weather Channel 2009-12-19 |                    |                    |                    |                    |                    |                    |                    |                    |                    |                    |                    |                    |                    |

### 都市の景観

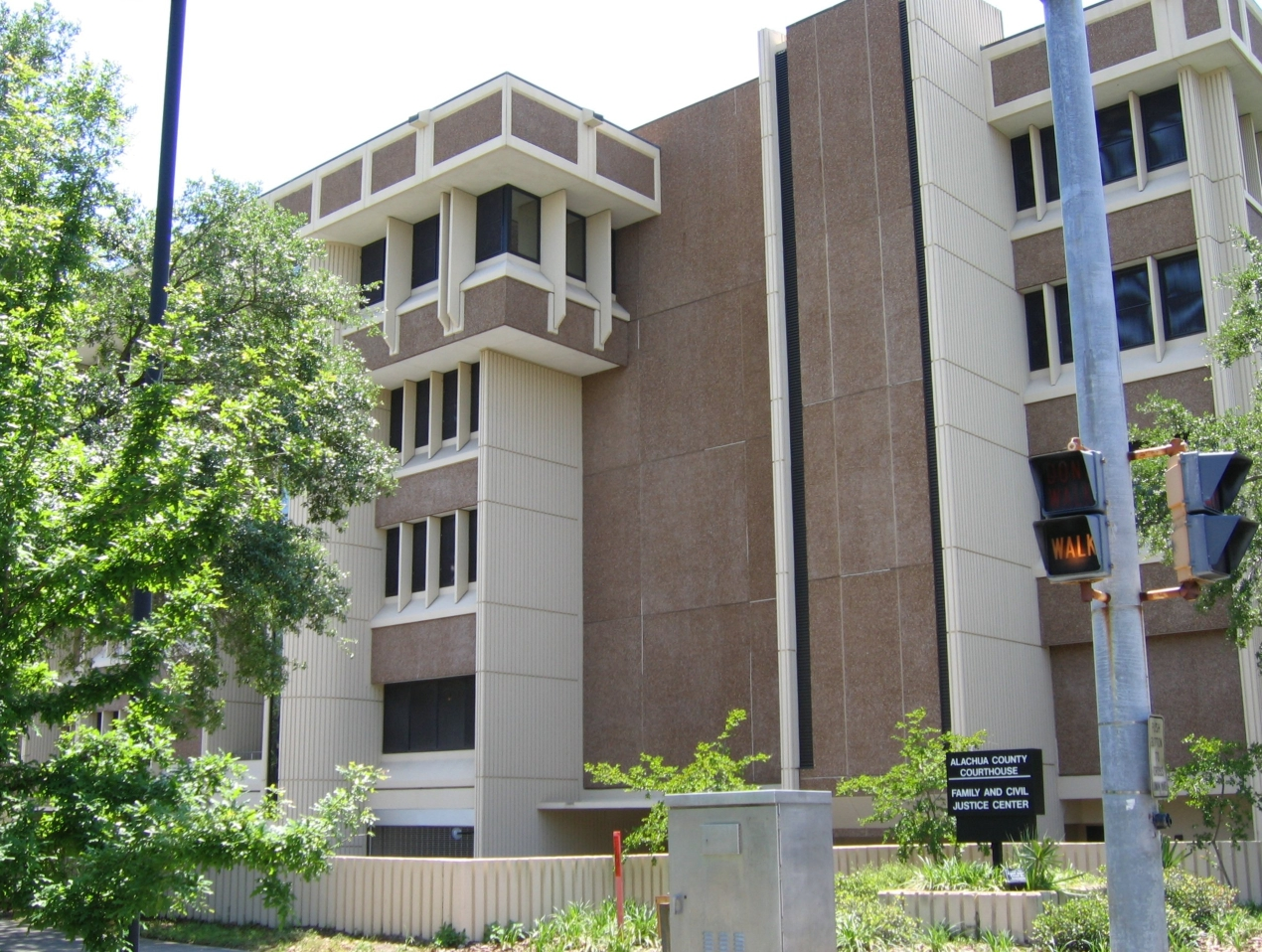
アラチュア郡庁舎群と市民公正センター

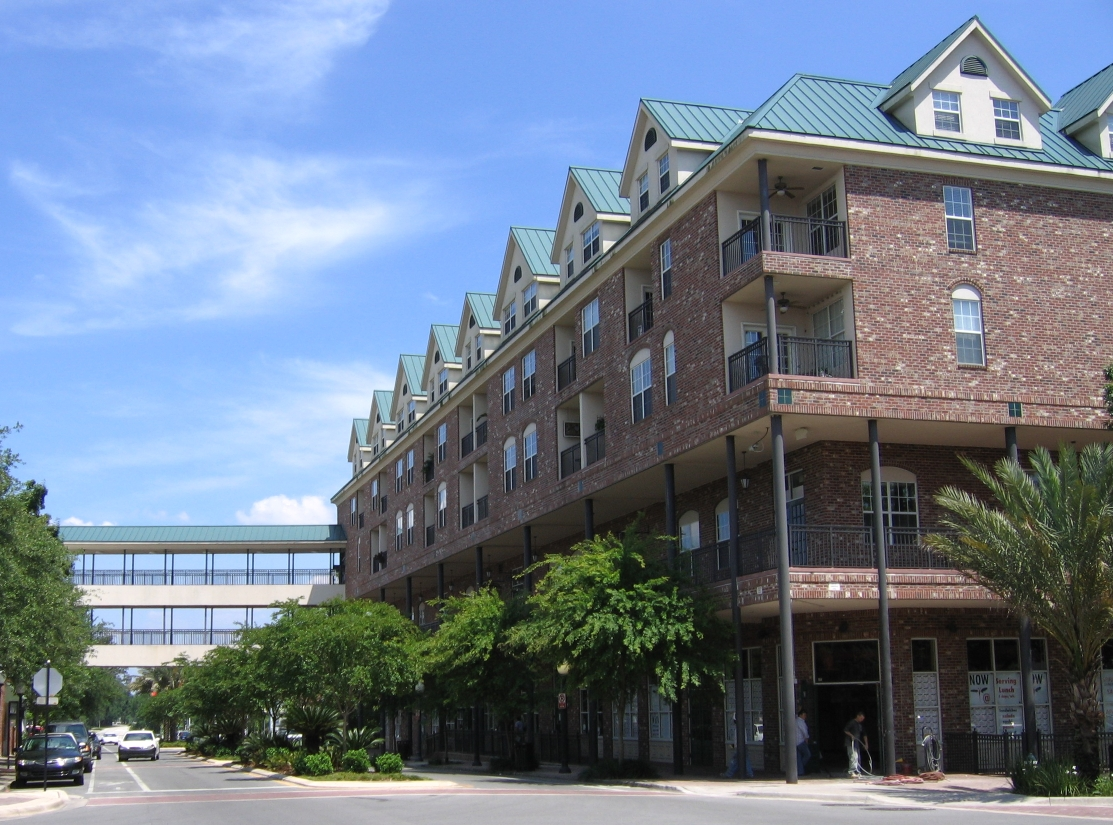
ゲインズビル中心街

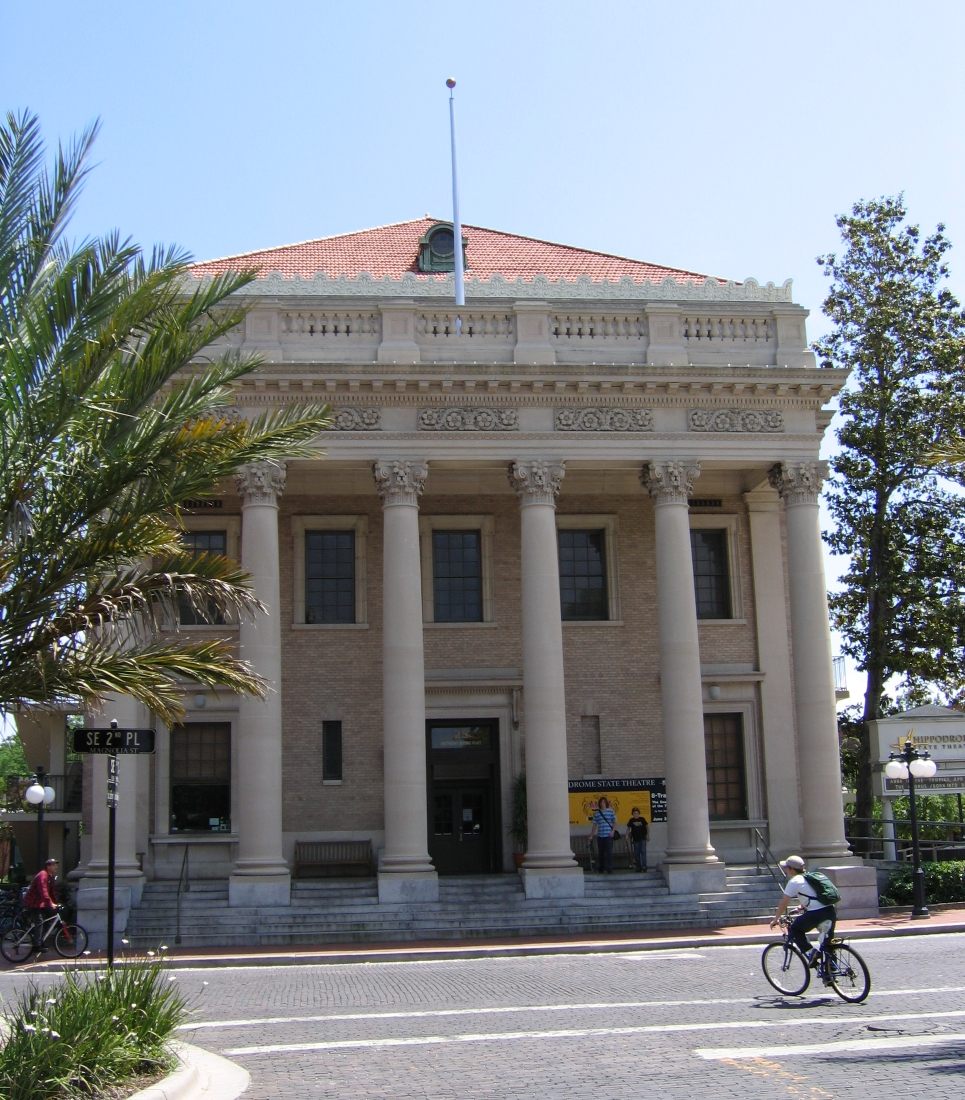
ヒッポードローム州立劇場

都市スプロール現象が市政委員会の関心事となってきた。しかし、歴史的中心街とフロリダ大学との間の地域を再開発する「新都市化」計画が郊外の成長を抑え、市内の高級アパートへの移住を進めてきた。フロリダ大学の直ぐ北の地域も活発な開発が行われている。
市内の東側はアフリカ系アメリカ人多数の社会となっており、西側は主に白人の学生や住人がいる。最西端には大規模な計画社会もあり、最も著名なものはヘイル・プランテーションで、以前プランテーションがあったところに造られ、地域でも最も傑出した場所である。
1960年代に壊された市のランドマークであるビクトリア様式の郡庁舎は、破壊が不要だったと考える者もおり、歴史的なものを保存するという概念を地域社会の関心事にすることになった。偉大な郡庁舎に置き換わった平板な郡の建物は地元の者から「エアコン」と呼ばれるようになった。中心街で他の歴史的建造物の取り壊しが続き、ゲインズビル市の歴史的魅力を減じた。かつて連邦政府の建物だったヒッポードローム州立劇場のような一握りの小さな古い建物のみが残された。ほとんど進展の無かった年月の後で、市中核の再活性化が取り上げられ、多くの駐車場や有休となった建物は、インフィル開発やキャンパス接近の住宅に取って代わられ、既存の歴史的建築と溶け合った。昔の郡庁舎を模したものを、以前の場所から1ブロック離れた駐車場に再建する話が持ち上がっている。
この動きを助けるように多くの地域や建物が国定歴史登録財に追加されてきた。1880年代と1890年代の農業全盛期に建設されたビクトリア様式やアン女王様式住宅の修復された多くの例を次の地区で見付けることができる。
- 北東ゲインズビル住宅地区
- 南東ゲインズビル住宅地区
- プレザント通り歴史地区

中心街の内外で登録されている歴史的建造物には次のものがある。
- ベイリー・プランテーション邸宅（1854年建築）
- コルソンの家、ジェイムズ・コルソン博士の家系が70年間以上使ってきた新古典調ビクトリア様式家屋（1905年建築）
- マシソン邸 (1867年建築）
- トマス・ホテル (1919年建築）
- 古い郵便局（現在のヒッポードローム州立劇場、1913年建築）
- フリーメイソン神殿（1913年建築）
- シーグル・ビル（1937年建築）、11階建て、中心街で唯一の高層建築
- ベアード金物会社倉庫（1910年建築）
- コックス家具店（1887年建築）
- コックス家具倉庫（1890年建築）
- エップワース・ホール（1884年建築）
- 古いゲインズビル停車場（1850s年建築）
- メアリ・ファイファー・マッケンジーの家（1895年建築）
- スターガレージ（1903年建築）

## 人口動態
以下は2007年の推計データである。
| 基礎データ - 人口: 95,447人 - 世帯数: 37,279世帯 - 家族数: 18,341家族 - 都市圏人口: 217,955人 - 人口密度: 764.9人/km2（1,981.0人/mi2） - 住居数: 40,105軒 - 住居密度: 321.4軒/km2（832.4/mi2） 人種別人口構成 - 白人: 68.36% - アフリカン・アメリカン: 23.24% - ネイティブ・アメリカン: 0.25% - アジア人:4.49% - 太平洋諸島系: 0.03% - その他の人種: 1.46% - 混血: 2.18% - ヒスパニック・ラテン系: 6.40% 年齢別人口構成 - 18歳未満: 17.8% - 18-24歳: 29.4% - 25-44歳: 26.7% - 45-64歳: 16.4% - 65歳以上: 9.8% - 年齢の中央値: 26歳 - 性比（女性100人あたり男性の人口） - 総人口: 95.7 - 18歳以上: 94.2 | 世帯と家族（対世帯数） - 18歳未満の子供がいる: 22.3% - 結婚・同居している夫婦: 32.5% - 未婚・離婚・死別女性が世帯主: 13.3% - 非家族世帯: 50.8% - 単身世帯: 32.6% - 65歳以上の老人1人暮らし: 7.9% - 平均構成人数 - 世帯: 2.25人 - 家族: 2.90人 収入と家計 - 収入の中央値 - 世帯: 28,164 米ドル - 家族: 44,263 米ドル - 性別 - 男性: 31,090米ドル - 女性: 25,653米ドル - 人口1人あたり収入: 16,779米ドル - 貧困線以下 - 対人口: 26.7% - 対家族数: 15.3% - 18歳未満: 24.7% - 65歳以上: 9.5% ゲインズビルは大規模公立大学があるために最も貧困度の高い都市の一つとなっている。 |

## 経済
2004年出版の『都市順位：アメリカ合衆国とカナダにある400以上の都市圏に関する調査』など多くの案内書でグレンビルの低生活費について触れている。フロリダ大学に近いレストランも安くなる傾向がある。資産税は大学の土地が免税なので、その代償として高い。しかし、中心的家計費は全国平均より幾らか低いままであり、ゲインズビル住人はフロリダ州人全てと同様に所得税を払っていない。
市の労働市場は『都市順位』の評価項目100点の中でわずか6点が付いているだけであり、低生活費という否定的側面は大学で学んだ住人で過剰に供給される極端に弱い地元労働市場となっている。フロリダ大学、シャンズ・ヘルスケアシステム（民間と公立の共同経営大学）および市役所が市内最大の雇用主であるが、他にもネイションワイド・インシュアランスやCH2Mヒルのような大企業がある。ゲインズビルの世帯当たり所得中央値は全国平均より少し低い。

### 太陽光発電導入制度
ゲインズビル市は小企業や家屋所有者が有利な料金で市内電力供給システムに余剰電力を供給することで太陽光発電を促進している。現在の買い上げ価格は1キロワット時あたり0.32ドルである。

## 教育

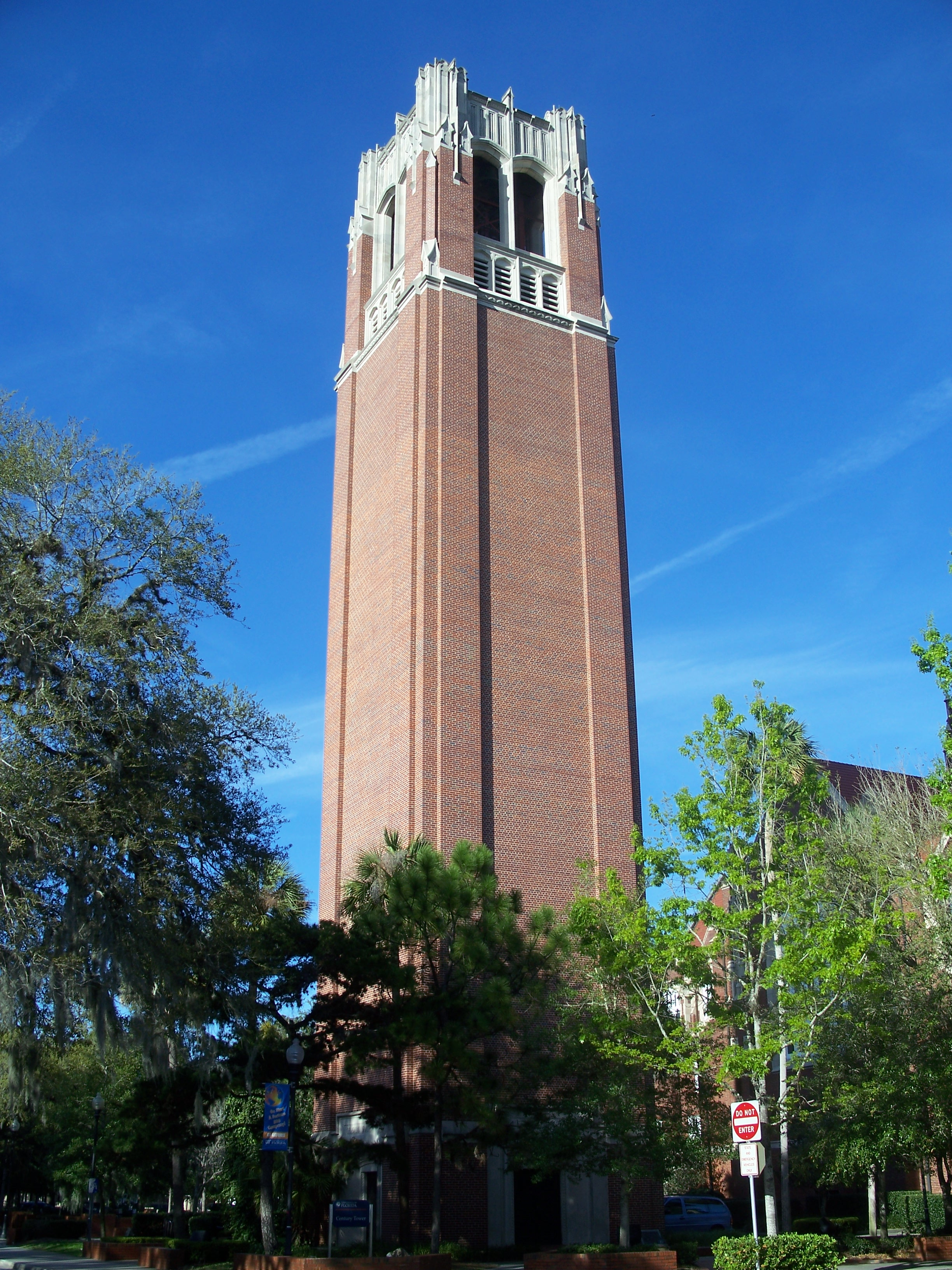
フロリダ大学

ゲインズビル市街地全ての教育はアラチュア郡公立教育学区が担当しており、郡内75の施設の大半はゲインズビル地域にある。市内にはフロリダ大学とサンタフェ・カレッジがある。フロリダ大学はこの地域社会の主要な財政源であり、大学アメリカンフットボールの試合を初めフロリダ大学で開催される運動競技によって、数十万ドルの追加収入がある。フロリダ大学のフロリダ州経済に与える経済効果は年間60億ドル近くになっており、75,000人近い職も提供している。
その他の教育施設としては、シティ・カレッジ（ゲインズビル・キャンパス）、P.K.ヨンジ開発研究学校、ブッフホルツ高校、ゲインズビル高校、イーストサイド高校、オークホール高校およびセントフランシス・カトリック高校がある。
アラチュア郡図書館地区は190,655人の郡内住民に図書館サービスを提供している。周辺のベイカー郡など11郡と巡回貸し出し協定を結んでいる。この協定は住んでいる郡に関係なく最も手近な図書館を利用できるようにしたものである。

## 交通

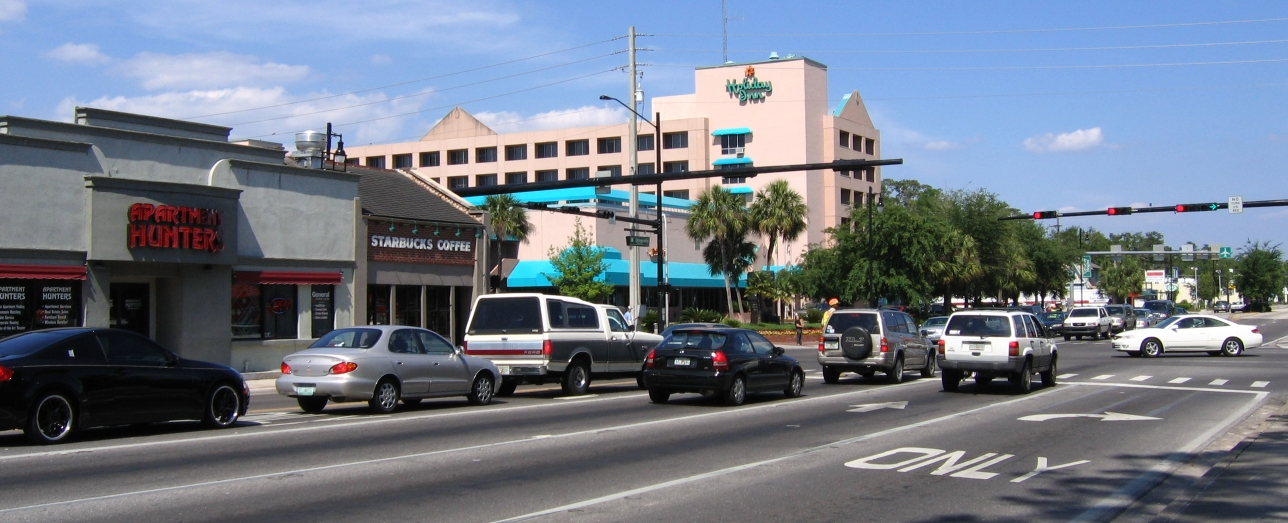
大学通りを東に見る。13番通りとの交差点近く

ゲインズビルには州間高速道路75号線や、州道20号線、24号線および26号線などが市内を走り、広範な道路体系がある。またアメリカ国道441号線や近くの同301号線を使ってジャクソンビル、オカラおよびオーランドに直接繋がっている。
市内街路は4つの区画（北西、北東、南西、南東）に分けられた格子状になっている。幾つかの大通りを除いて番号が付けられている。大通りはその道が向かう町の名前が付けられており、ウォルド通り、ホーソーン通り、ウィルストン道路、アーチャー道路、ニューベリー道路などがある。アベニュー、プレース、ロードおよびレーンが後に付く通りは概して東西に走り、その他の通りは概して南北に走っている。
市の北東12マイル (19 km) にあるウォルドとの往復に使われていたアムトラックの列車はアムトラックのシャトルバスに置き換えられ、さらに南の鉄道と接続されている。東方32マイル (51 km) のパラトカではアムトラックの列車を利用できる。
広範な道路体系に加えて、州内でも4番目に大きな交通システムであるゲインズビル地域交通システムがある。また市の北東部にはゲインズビル地域空港があり、ジョージア州アトランタやノースカロライナ州シャーロットに毎日定期便が運行されている。
2000年の統計に拠れば、ゲインズビル住民の5.25％はバイクで通勤しており、国内の主要な人口集中地域では最も高い数字となっている。

## 音楽シーン
ゲインズビルは伝統的にその音楽シーンで良く知られており、トム・ペティ&ザ・ハートブレイカーズ、スティーヴン・スティルズ、イーグルスのバーニー・レドンとドン・フェルダー、アゲインスト・ミー！、レス・ザン・ジェイク、ホット・ウォーター・ミュージック、ジョン・バンダースライス、CYNE、シスター・ヘイゼル、ローチ・モーテル、アイ・ヘイト・マイセルフ、フォー・スキレルズなど多くのバンドや音楽家を送り出してきた。現在は独立系のノー・アイディア・レコーズが拠点としており、以前はプラン・イット・Xレコーズもあったが、イリノイ州カイロに移転した。ノー・アイディア・レコーズは「ザ・フェスト」と呼ばれる3日間のロックフェスティバルを毎年開催しており、またセントオーガスティンではハーベスト・オブ・ホープ・フェスティバルを開催している。
1987年から1992年まで、ハリウッドのスター、リヴァー・フェニックスが地元のハードバック・カフェをその主要拠点とし、大きなロックシーンになった。フェニックスのバンド、アレカズ・アティックがこのロックシーンに常に登場していた。フェニックスの家族は現在もゲインズビルで活動しており、レイン・フェニックスのバンド、ペーパークレーンズやリバティ・フェニックスの環境に優しい店舗インディゴがある。
今日でもゲインズビルはその強力な音楽社会で知られており、「ブレンダー・マガジン」誌の2008年3月号では、「アメリカ合衆国でバンドを始めるために最も適した場所」と指定された。この記事では大きな学生人口、安い賃貸料および友好的な会場をその理由として挙げている。
過去の10年間、ウモジャ・オーケストラのラテンとアフロビートからモーニングベルのサイケデリック・ロックやザ・ノウハウのスカ・ステープルズまで様々なバンドの拠点になってきた。
独立系音楽のメッカとしてのゲインズビルの評判は1984年10月に遡ることができ、このとき地元の音楽ビデオ局が放送を始めた。この局はTV-69と呼ばれ、UHF69チャンネルを使って番組を流し、コジン・コミュニケーションが所有していた。この局は、開始時期に一部の株を持っていた有名なコメディアンであるビル・コスビーがその宣伝に努めたこともあって地元のメディアの注目を引いた。TV-69はパンクやインディのバンドによる多くのビデオを放送し、また地元で制作されたビデオ（地元のパロディ・バンドである「クローン・ラブ」やダイナソーJr.の歌）も流した。

## 文化
ゲインズビルは視覚芸術の支援者としても知られている。毎年、2つの大きな芸術祭にはアメリカ合衆国南東部全域から芸術家や鑑賞者が訪れる。春の芸術祭は毎年、通常4月初旬にサンタフェ・カレッジ（元サンタフェ・コミュニティ・カレッジ）によって開催されている。ダウンタウン・フェスティバルとアートショーは毎年秋にゲインズビル市が開催している。
文化施設としては、フロリダ自然史博物館、ハーン美術館、ヒッポードローム州立劇場、カーティス・M・フィリップス芸能センター、および市民メディアセンターがある。小さな劇場としてはアクロスタウン・レパートリー劇場とゲインズビル・コミュニティ劇場がある。ゲインズビル・コミュニティ劇場はフロリダ州でも最古の地域社会劇場である。2006年に新しい劇場ビルのこけら落としをした。
市内に大きな大学があることで、文化的生活様式の機会が多く生まれている。フロリダ大学芸術カレッジは音楽学校、演劇舞踏学校、美術・美術史学校およびその他多くのプログラムや大学ギャラリー、世界芸術センターおよびデジタルワールドの中心機能などを包括するカレッジである。このカレッジは学生やゲインズビル都市圏のために多くの公演や芸術家による講義の機会を提供し、その大半はほとんど無料で行われている。
ゲインズビルは1970年代の反ベトナム戦争活動家ゲインズビル・エイト事件の中心だった。南部のバークレーと呼ぶ者もいる。この渾名は恐らく比較的権威がある大学があることと、選挙でリベラルな傾向があることに由来している。アラチュア郡を取り巻く郡部は共和党を強く支持しており、一方アラチュア郡は民主党を強く支持している。2008年の選挙では、アラチュア郡でバラク・オバマ候補とジョン・マケイン候補の得票差は22％あったのに対し、候補者名簿のその他の候補者や書込投票が全体の約1.46％あった。
ホームレスのための国民連合は2004年に、ホームレスであることの罪悪感について5番目に不親切な都市としてゲインズビルを挙げた。ゲインズビルはホームレスを標的にした多くの条例があり、物乞いを規制する手段、無料食を与える団体の規制、および公共資産の外で眠ることを違法とする手段などがある。これに反応したゲインズビル市政委員会はホームレスを終わらせるための10年計画を作成した。
ゲインズビルは「ゲインズビル・グリーン」のための気晴らしドラッグ文化、特にマリファナの強い種で有名である。「オレンジ・アンド・ブルー」誌はゲインズビル・グリーンの歴史と地域でのマリファナ文化について、2003年秋に長い記事を掲載した。1990年代半ば、アラチュア郡庁舎の外で何度かゲインズビル大麻祭りが行われた。
ゲインズビルが位置するフロリダ州中北部は地元生まれの者に「南部の終端」と呼ばれている。これはアラチュア郡より南、オーランドの北のどこかからフロリダ生まれの人が少なく（実質的に南部生まれ）、都市スプロール現象があることで、フロリダ州南部と中部の始まりを定義しているという事実によっている可能性が強い。

### 毎年ある文化行事
- ゲインズビル・インプロブ祭りは新しいタレントに機会を提供している。

## メディア

### テレビ
ゲインズビルはニールセン・メディア調査で国内162番目のテレビ市場となっている。ゲインズビル市場にあるテレビ局としては、ゲインズビルにあるABC系列のWCJB、ハイスプリングスから放送しているCBS系列のWGFL、オカラから放送しているFox系列のWOGX、およびフロリダ大学系列でPBSのWUFTがある。NBC系列のWNBWが2009年1月1日から市内に放送を始めた。

### ラジオ
アービトロンはゲインズビル・オカラ市場を国内83番目に位置付けている。5つのAM局、6つのFM局および2つの低出力非営利FM局の合計13のラジオ局が市内で免許を受けている。このうち3局（WRUF-AM、WRUF-FM、WUFT-FM）はフロリダ大学の放送部によって運営されている。WUFT-FMは市のナショナル・パブリック・ラジオ会員局であり、WRUF-FMは商業放送として運営されている。

### 新聞
ゲインズビルの日刊紙としては、「ザ・ゲインズビル・サン」とフロリダ大学およびサンタフェ・カレッジの学生新聞である「ザ・インデペンデント・フロリダ・アリゲーター」を購読できる。

## 見どころ
- 34番通りの壁

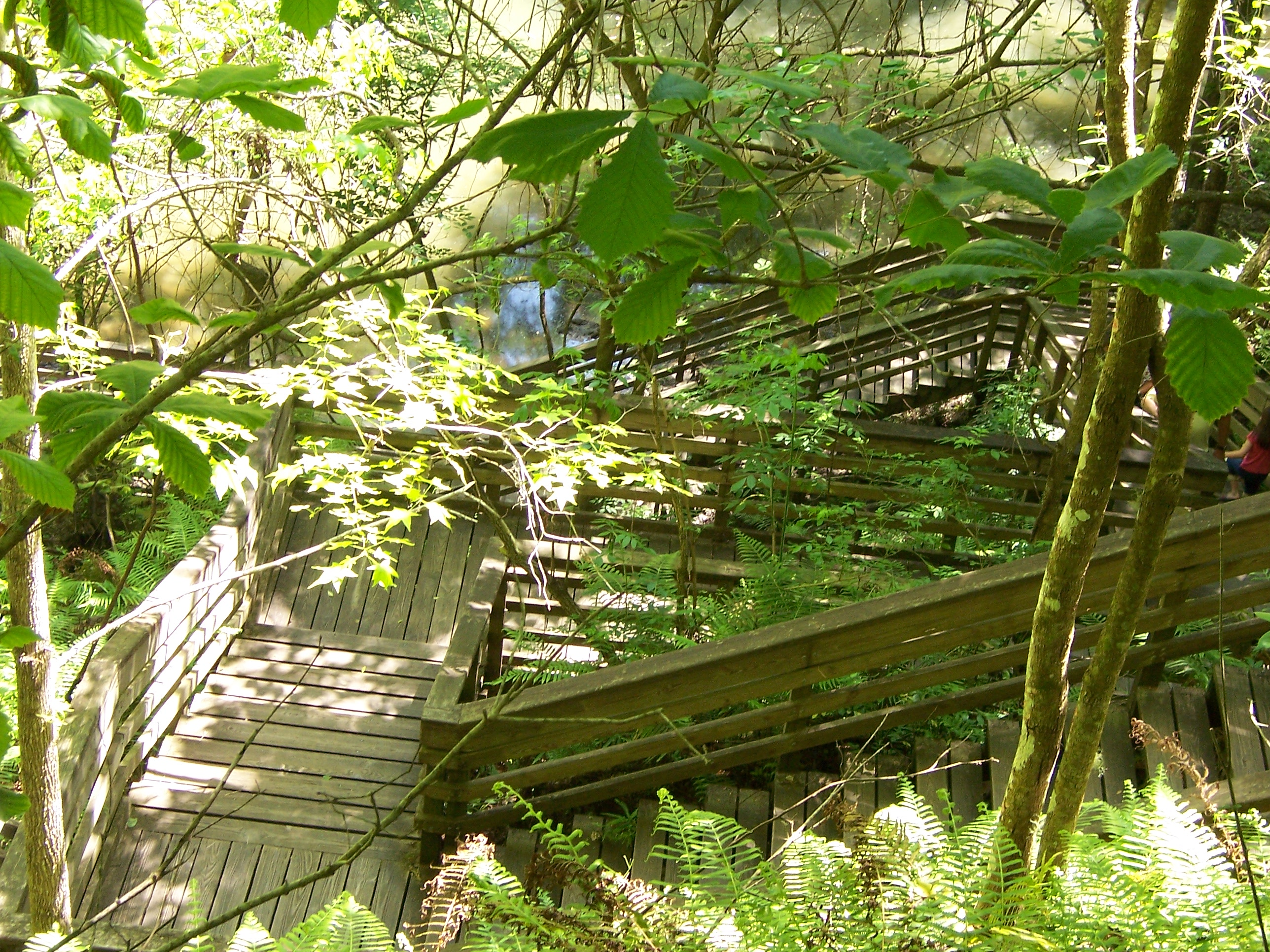
デビルズ・ミルホッパー州立公園の木道

- フロリダ・フィールドのベン・ヒル・グリフィン・スタジアム
- 市民メディア・センター
- デビルズ・ミルホッパー州立公園
- フロリダ自然史博物館（蝶々熱帯雨林展示を含む）
- ゲインズビル・レースウェイ（NHRAドラッグレース）
- ヘイル・ホームステッド
- ハーン美術館
- カナパハ植物園
- アリス湖
- ニューナン湖
- ペインズ・プレーリー
- サンフェラスコ・ハンモック自然保護州立公園
- サンタフェ・カレッジ教育動物園
- スティーブン・C・オコネル・センター